# Lene Lovich
 (mars 2019).
Si vous disposez d'ouvrages ou d'articles de référence ou si vous connaissez des sites web de qualité traitant du thème abordé ici, merci de compléter l'article en donnant les références utiles à sa vérifiabilité et en les liant à la section « Notes et références ».
Lene Lovich (prononcé : /ˈleɪnə ˈlʌvɪtʃ/), née Lili-Marlene Premilovich, le 30 mars 1949 à Détroit (Michigan), est une chanteuse britanno-américaine.

## Biographie
Née à Détroit (Michigan), Lene Lovich migre à Hull en Angleterre à l'âge de 13 ans.
Attirée par l'art et le théâtre, elle suit notamment des cours de saxophone à la Central School of Art and Design de Londres en 1968. Elle collabore de nombreuses années avec le compositeur et guitariste Les Chappell, rencontré adolescente à Hull.
En 1975, elle rejoint le groupe The Diversions, et peu après, rencontre Marc Cerrone avec qui elle va collaborer pour l'écriture des paroles du titre Supernature.
Après la dissolution de The Diversions, en recherche d'un nouveau groupe, elle rencontre de l'animateur radio Charlie Gillet qui lui suggère une reprise de I Think We're Alone Now en guise de démo. Dave Robinson, co-créateur du label Stiff Records signe un engagement avec Lene Lovich.
La collaboration avec Stiff Records s'étend sur les trois albums, Stateless en 1978, Flex en 1979 et No Man's Land en 1982.
En 1989, Lene autoproduit son album March.
Les années qui suivent sont plus centrées sur sa vie familiale.
En 2005, elle revient avec un album Shadows and Dust.
En 2013, Lene Lovich crée son propre label Flex Music avec Jude Rawlins, l'occasion d'éditer un coffret de ses précédents albums re-mastérisés en édition limitée à 250 exemplaires, et de s'entourer de nouveaux musiciens.
Avec cette nouvelle formation, Lene Lovich effectue régulièrement des tournées de quelques dates, au Royaume-Uni, ou à l'étranger. En 2016, elle y interprète l'ensemble des titres de l'album Stateless.

### Collaborations avec Nina Hagen
Lene Lovich et l'artiste allemande Nina Hagen participent à des projets communs à plusieurs reprises. Notamment en 1979, sur le film Cha Cha. Écrit et interprété par l'artiste hollandais Herman Brood, elles partagent avec lui les premiers rôles où chaque personnage porte son propre nom d'artiste.
Sur l'album Unbehagen par Nina Hagen Band, le titre Wir leben immer… noch est une version personnalisée de Lucky Number.

Elles enregistrent ensemble en faveur de la cause animale le titre Don't Kill The Animals en 1981. Elles le réenregistrent pour l'album Animal Liberation édité par PETA en 1986, et le chantent sur scène en 1987, en 1991.

## Discographie

### Albums
- Stateless (1978)
- Flex (1979)
- No Man's Land (1982)
- March (1989)
- Shadows and Dust (2005)

Simple
- New Toy (1981)
- Bird song (1979)

### Compilations
- The Stiff Years – Volume 1
- The Stiff Years – Volume 2
- The Best of Lene Lovich (1997)
- The Very Best Of (1997)
- Lucky Number – The Best Of (2004)

## Filmographie
| Cinéma et télévision | Cinéma et télévision | Cinéma et télévision | Cinéma et télévision | Cinéma et télévision |
| -------------------- | -------------------- | -------------------- | -------------------- | -------------------- |
| Year                 | Title                | Role                 | Notes                |                      |
| 1979                 | Cha Cha (film)       | Lene Lovich          |                      |                      |
| 1982                 | Rock (téléfilm)      | Lola                 |                      |                      |